# Bisbat de Magalona
El bisbat de Magalona fou una jurisdicció eclesiàstica sorgida probablement al segle vi sota domini visigot, centrada a la ciutat de Magalona; destruïda aquesta el 752 per Carles Martell els bisbes (i els comtes) es van traslladar a la veïna Substancion. Avançat el segle x, reconstruïda Magalona o Maguio, van retornar a aquesta ciutat i el nom en occità va esdevenir Melguèl (francès Melgueil). Des de 1215 els bisbes van rebre el títol de comtes de Magalona que van conservar fins a la revolució. La seu del bisbat es va traslladar a Montpeller el 1536.
La llista dels bisbes és la següent:
- Boeci 589
- Genius 597-633?
- Gumild 672 o 673
- Vicenç 683
- Joan I 791
- Ricuí I 812-817
- Argemir 818 o 819
- Estabelis 821-823
- Maldomer 867
- Abbó 875-897
- Gontier 906-909
- Ponç 937-947
- Ricuí II 975
- Pere I de Melguelh 988-1030 (o 1004-1019)
- Arnau I 1030-1060
- Bertran I (intrús) 1060 o 1061-1079 o 1080
- Jofré 1080-1104
- Gautier de Lilla 1104-1129
- Ramon I 1129-1158
- Joan de Montlaur 1158-1190
- Guilleme de Ramon 1190-1195
- Guillem de Fleix 1195-1202
- Guillem d'Autignac o Antignac 1203 o 1204-1216
- Bernat de Mèze 1216-1230 ou 1232
- Joan de Montlaur II 1232-1247
- Reinier Saccoin 1247-1249
- Pere de Conques 1248-1256
- Guillem Cristòfol 1256-1263
- Berenguer de Frézouls 1263-1296
- Gaucelí de La Garde 1296-1304 o 1305
- Pere de Lévis de Mirepoix 1305 o 1306-1309
- Joan Ramon de Commenge 1309-1317
- Gaillard Saumate 1317-1318, després arquebisbe d'Arle
- Andreu de Frédol 1318-1328
- Joan de Vissec 1328-1334
- Pictaví de Montesquiou 1334-1339
- Arnau de Verdale 1339-1352
- Audoí Aubert 1352-1353
- Duran de Chapelles (o de les Capelles) 1353-1361
- Pere de Canillac 1361
- Deudat de Canillac 1361-1367
- Gaucelí de Déaux o de Dreux 1367-1373
- Pere de Vernols 1373-1389
- Antoni de Lovier 1389-1405
- Pere Ademar 1405 o 1408-1415
- Beat Lluís Allemand 1418-1423, arquebisbe d'Arle i després cardenal
- Guilleme Forestier 1423-1429
- Léger Saporis d'Eyragues 1429-1430
- Bertran Robert 1431-1433
- Robert de Rouvres 1433-1453
- Maur de Valleville 1453-1471
- Joan Bonald 1471 o 1472-1487
- Guillem Le Roy de Chavigny 1487-1488
- Isarn Barrière 1487 o 1488-1498
  - Raymund Pérault 1498-1499 (administrador apostòlic)
- Guillem Pellicier I 1499-1527 o 1529
- Guillem Pellicier II 1527 o 1529-1568, darrer bisbe a Magolona (des de 1536 bisbe a Montpeller)